# Leptophytum
Leptophytum W.H. Adey, 1966  é o nome botânico  de um gênero de algas vermelhas pluricelulares da família Hapalidiaceae, subfamília Melobesioideae.

## Sinonímia
Atualmente é sinônimo de:
- Phymatolithon Foslie, 1898

## Espécies
Apresenta 1 espécie:
- Leptophytum laeve Adey, 1966

= Phymatolithon lenormandii (J.E. Areschoug) W.H. Adey, 1966
As demais espécies Leptophytum apresentam ainda estatus taxonômico incerto.